# The Pearce Sisters
The Pearce Sisters ist ein animierter Kurzfilm von Luis Cook aus dem Jahr 2007.

## Handlung
Die alten Pearce-Schwestern, eine kleine dünne und eine große korpulente, leben in einer kleinen Hütte am Meer. Oft fahren sie mit ihrem Boot hinaus und angeln Fische, die die Große ausnimmt und zum Räuchern in eine hohe Räucherkammer hängt. Die Kleine entzündet stets das Feuer. Eines Tages entdeckt die Große im Meer ein verunglücktes Boot. Beide fahren hinaus, doch können sie den Bootsführer nur noch tot bergen. Sie bringen ihn an Land, kleiden ihn mit einer ihrer Blusen an und platzieren ihn auf einem Sessel. So hergerichtet erwacht der Mann plötzlich wieder zum Leben. Als die Kleine ihn fragt, ob er Tee will, flieht er entsetzt vor den beiden Frauen. Er zerreißt sich zudem die Bluse, bevor er ins Meer rennt. Die Kleine wird wütend und verfolgt ihn mit einem Holzhammer, doch die Große entwendet ihn ihr mit tadelndem Blick.
Einige Zeit später finden die beiden Frauen die teilverweste Leiche des Mannes. Die Kleine ist begeistert und die Große schleift den Mann zur Hütte. Sie beginnt ihn auszunehmen. Anschließend hängt sie ihn in die Räucherkammer. Braun und starr wird er später in die Hütte geholt, wo die Kleine ihn herrichtet. In einem Nebenzimmer platziert sie ihn an einer Teetafel, wo bereits zahlreiche weitere derart geräucherte Männerleichen sitzen. Alle halten eine Teetasse in ihrer Hand. Die Kleine serviert der Runde Tee und auch die Große nimmt an der Tafel Platz. Als in ihrer leeren Teetasse eine Fliege landet, bringt sie sie unbeschadet nach draußen und lässt sie fliegen. Am Ende stehen beide Schwestern am Strand und blicken hinaus auf das Meer.

## Produktion
The Pearce Sisters basiert auf einer Kurzgeschichte von Kirkham Jackson. Der Film wurde zunächst in 3D computeranimiert. Die einzelnen Frames wurden ausgedruckt und Details nachbearbeitet, bevor die Frames erneut eingescannt wurden. Der Film erlebte am 11. Juni 2007 auf dem Festival d’Animation Annecy seine Premiere.

## Auszeichnungen
The Pearce Sisters gewann 2008 den BAFTA in der Kategorie Bester animierter Kurzfilm. Er gewann 2007 den Cartoon d’Or des europäischen Cartoon-Forums und erhielt 2008 auf dem Festival du Court-Métrage de Clermont-Ferrand den Preis für die Beste Animation. Im Jahr 2008 war The Pearce Sisters zudem für einen Europäischen Filmpreis in der Kategorie Bester Kurzfilm nominiert.